# Закон неоднозначної дії
Зако́н неоднозна́чної ді́ї (фактора на різні функції) — це закон, згідно з яким кожен екологічний фактор неоднаково впливає на різні функції організму; оптимум для одних процесів може бути песимуму для ін.